# 市川左團次 (3代目)
三代目 市川 左團次（さんだいめ いちかわ さだんじ、1898年（明治31年）8月26日 - 1969年（昭和44年）10月3日）は、大正から昭和中期の歌舞伎役者。屋号は高島屋、定紋は三升に左、替紋は松皮菱に鬼蔦だが、通常は替紋の方を使用した。俳号に新車。本名は荒川 清（あらかわ きよし）。東京府出身。
初代市川左團次から二代目市川左團次と相伝された男性的な力強い芸風とは大きく異なり、江戸っ子で門弟から芸一筋で出世し門閥の養子として大名跡を襲名した三代目は、様々な役割を器用にこなしながらあくまでも脇に徹する手堅さを持ち、苦労に裏打ちされた存在感のある独特の風があった。戦後歌舞伎を盛りたてた名優の一人である。

## 来歴
日本橋葭町（現日本橋人形町）の烹店「百尺」の子に生まれる。六代目市川門之助の養子となり、養父の師匠である九代目市川團十郎の門人となった。
1902年（明治35年）9月歌舞伎座『ひらかな盛衰記』「逆櫓」の駒若丸で四代目市川男寅を名乗って初舞台。1907年（明治40年）より六代目尾上菊五郎門下で舞台活動を始める。
1917年（大正6年）4月市村座『御摂接若杷』の碓氷貞光で四代目市川男女蔵を襲名。六代目菊五郎の薫陶を受けながら二枚目や若女形を務めた。
1949年（昭和24年）に六代目菊五郎が死去し、菊五郎劇団が再結成されると劇団理事となり、脇役として七代目尾上梅幸、二代目尾上松緑、十一代目市川團十郎らを支えた。
二代目市川左團次未亡人たっての希望を容れて、1952年（昭和27年）5月歌舞伎座『雲艶女鳴神』の鳴神尼で三代目市川左團次を襲名。その後、歌舞伎界の重鎮として舞台に活躍、1963年（昭和38年）には日本俳優協会会長に就任した。
1969年（昭和44年）6月国立劇場『妹背山婦女庭訓』「道行」の烏帽子折求女が最後の舞台となり、同年10月3日に死去、71歳没だった。墓所は雑司ヶ谷霊園にある。

## 顕彰
- 1956年（昭和31年）日本芸術院賞[2]
- 1962年（昭和37年）日本芸術院会員
- 1964年（昭和39年）人間国宝
- 1965年（昭和40年）文化功労者
- 1968年（昭和43年）勲三等旭日中綬章[1]

## 家族
- 四代目市川左團次（長男）

## 当たり役
- 立役
  - 『梅雨小袖昔八丈』（髪結新三）の手代忠七
  - 『籠釣瓶花街酔醒』（籠釣瓶）の繁山栄之丞
  - 『本朝廿四孝』「十種香」の武田勝頼
  - 『盲長屋梅加賀鳶』（加賀鳶）の松蔵
  - 『神明恵和合取組』（め組の喧嘩）の喜三郎

- 老役
  - 『夏祭浪花鑑』「泥場」「蚤とり場」の三婦
  - 『天衣紛上野初花』（直侍）の按摩丈賀
  - 『新版歌祭文』「野崎村」の久作

- 女形
- 『伽羅先代萩』の栄御前、仁木弾正妹八汐
- 『暗闇の丑松』のお米
- 『桐一葉』の淀君